# Kaposújlak
Kaposújlak is een plaats (község) en gemeente in het Hongaarse comitaat Somogy. Kaposújlak telt 667 inwoners (2001).